# Локалитет Мала Орлова
Локалитет Мала Орлова се налази на половини пута између села Брњице и Трпчевског потока, на потезу у близини потока Мала Орлова. Локалитет средњовековне некрополе представља непокретно културно добро као археолошко налазиште.
Археолошки није истраживан, а прелиминарни резултати рекогносцирања терена указивали су да се ради о словенској некрополи са скелетним сахрањивањем, која припада периоду од 9. до 11. века.
Услед изградње ХЕ Ђердап и подизања нивоа воде, читав локалитет је потопљен.